# Tocoa
Tocoa ist eine Stadt und eine Gemeinde in Honduras. Sie liegt im Departamento Colón. 2013 hatte die Stadt 49.377 Einwohner und die Gemeinde hatte eine Einwohnerzahl von 89.849. Die Stadt liegt am Rio Aguán.

## Geografie
Die Stadt liegt im Norden von Honduras in Zentralamerika und befindet sich zwischen den Hügeln Garcia und La Abiscinia.

## Geschichte
Tocoa wurde 1871 von Siedlern aus dem Binnenland Olancho gegründet und 1892 zur Gemeinde erklärt. Derzeit ist die Stadt Tocoa eine der bevölkerungsreichsten Städte im nördlichen Teil von Honduras und die bevölkerungsreichste Stadt im Departamento Colón. In den letzten Jahren hat Tocoa einen wirtschaftlichen Aufschwung erlebt, der auf den zunehmenden Tourismus und einen der vielfältigsten Einkaufsmärkte des Landes zurückzuführen ist.

## Wirtschaft
Die Stadt Tocoa produziert hauptsächlich Ölpalmen, aus denen Öl, Schmalz und Biodiesel hergestellt werden. Es wird auch viel Milch produziert, da es sich um ein Viehzuchtgebiet handelt. Mais, Bohnen, Reis und Gemüse werden in kleinen Mengen angebaut, ebenso wie Orangen und Bananen. Wassermelone wird in ihrer Saison angebaut, ebenfalls in kleinen Mengen.

## Sport
Der Fußballverein CD Real Sociedad stammt aus der Stadt.

## Persönlichkeiten
- Said Martínez (* 1991), Fußballschiedsrichter